# Apologeticus

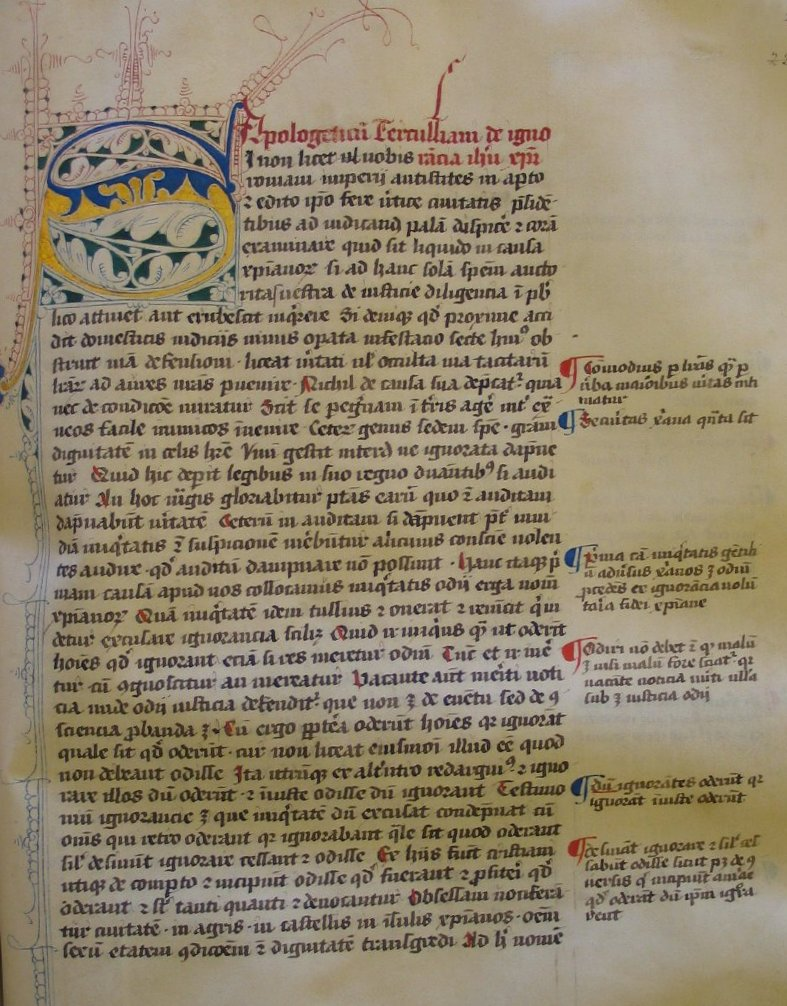
Un manuscrito del Apologeticus de Tertuliano de la década de 1440.

Apologeticus (en latín: Apologeticum o Apologeticus) es un texto atribuido a Tertuliano según la tradición cristiana, Consta de apologética y polémica. En esta obra Tertuliano defiende el cristianismo, exigiendo la tolerancia legal y que los cristianos sean tratados como el resto de sectas del Imperio Romano. Es en este tratado donde se encuentra la frase "Plures efficimur, quotiens metimur a vobis: semen est sanguis Christianorum", que ha sido traducida liberal y apócrifamente como "la sangre de los mártires es la semilla de la Iglesia" (Apologeticus, L.13). Alexander Souter tradujo esta frase como "brotamos en mayor número cuanto más somos segados por vosotros: la sangre de los cristianos es la semilla de una nueva vida," pero incluso esto se toma libertades con el texto original. "Nos multiplicamos cuando nos cosecháis. La sangre de los cristianos es semilla", es quizás una traducción más fiel, aunque menos poética. 
Hay una similitud de contenido, si no de propósito, entre esta obra y Ad nationes de Tertuliano -publicada a principios del mismo año- y se ha afirmado que esta última es un borrador acabado de Apologeticus. También se plantea la cuestión de la similitud con el diálogo Octavio de Minucio Félix. Ambos textos comparten algunos párrafos; no se sabe cuál es anterior al otro.
El breve De testimonio animae ("Sobre las pruebas del alma") de Tertuliano es un apéndice del Apologeticus, destinado a ilustrar el significado de la frase testimonium animae naturaliter christianae del capítulo 17).

## Autoría
No se sabe mucho sobre la vida de Quinto Septimio Florencio Tertuliano. Algunos eruditos creen que fue un presbítero ortodoxo de la Iglesia Cristiana, hijo de un centurión romano, y que se formó como abogado en Roma. Otros, como David Wright, lo consideran muy improbable. "Ninguna evidencia firme lo sitúa en Roma en absoluto, o para el caso en cualquier lugar fuera de Cartago... Es en los círculos bien educados de Cartago", argumenta Wright, "donde Tertuliano pertenece con mayor seguridad". Algún tiempo después de su conversión a la fe cristiana, Tertuliano abandonó la Iglesia ortodoxa en favor del Movimiento montanista, del que formó parte durante al menos 10-15 años de su vida activa y cuya influencia puede verse en muchas de sus obras posteriores.

## Fecha atribuida
El Apologeticus, su obra apologética más famosa, fue escrito en Cartago en el verano u otoño de 197 d. C. durante el reinado de Septimio Severo. Utilizando esta fecha, la mayoría de los estudiosos coinciden en que la conversión de Tertuliano al cristianismo se produjo en algún momento antes de 197, posiblemente alrededor de 195. Fue escrito antes del edicto de Septimio Severo (202 d. C.), y en consecuencia, las leyes a las que Tertuliano se opuso eran aquellas bajo las cuales habían sido condenados los cristianos de los siglos I y II.

## Manuscritos más antiguos
"El presente tratado depende de tres autoridades, ninguna de las cuales comprende la obra completa. La primera edición impresa, por Martin Mesnart en París en 1545, que contiene los capítulos 1-19, se hizo a partir de un manuscrito ahora perdido, pero que parece haber sido una copia del original ya mutilado del códice Agobardinus del siglo XI (ahora en París). Este, nuestra más antigua autoridad existente, contiene una serie de obras de Tertuliano, y del presente tratado los capítulos 1-30; en la primera frase del capítulo 21 el copista, siguiendo su original, que había perdido una serie de páginas, pasó (sin aparentemente notar ninguna discrepancia) a la mitad de una frase cerca del comienzo de una obra diferente Sobre el vestido de las mujeres.".
"El estudio de los manuscritos de Tert. ha establecido que en la Edad Media existían varias colecciones de obras de este autor1:
1. La colección del Codex Agobardinus, el manuscrito más antiguo que se conserva de Tert.2.
2. La colección del manuscrito de Troyes 523 (Codex Trecensis) del siglo XII3.
3. Una colección representada por una serie de manuscritos, que derivan de un perdido Codex Cluniacensis y un manuscrito igualmente perdido de Hirsau (Württemberg), el Hirsaugiensis4.[9]

## Destinatarios y público
Esta obra se dirige ostensiblemente a los gobernadores provinciales del Imperio romano, más concretamente a los magistrados de Cartago - "para que la verdad, prohibida de defenderse públicamente, llegue a los oídos de los gobernantes por el camino oculto de las letras"-, por lo que se asemeja a los pólogos griegos. Está estructurado como un llamamiento en nombre de los cristianos y aboga "por la tolerancia del cristianismo, atacando la superstición pagana, refutando las acusaciones contra la moral cristiana y afirmando que los cristianos no son un peligro para el Estado, sino ciudadanos útiles". Es probable que su público estuviera compuesto por cristianos, cuya fe se vio reforzada por la defensa de Tertuliano contra las racionalizaciones y los rumores y que "se habrían sentido enormemente alentados por la inigualable confianza de Tertuliano en la superioridad de la religión cristiana".

## Género
Apologeticus tiene las preocupaciones típicas de otras obras apologéticas de su época, aunque se presenta de una manera mucho más compleja. Según Wright, el texto pasa constantemente "del modo filosófico al retórico e incluso al jurídico". Aprovechando su formación en literatura y derecho, Tertuliano demuestra sus dotes como latinista y retórico en un intento de defender su recién descubierta fe cristiana. El editor moderno de Tertuliano Otto Bardenhewer sostiene además que el Apologeticus tiene un tono tranquilo, "un modelo de discusión judicial". A diferencia de los anteriores apologistas del cristianismo, cuyos llamamientos a la tolerancia se hacían en nombre de la razón y la humanidad, Tertuliano, influido por su formación jurídica, hablaba como un jurista convencido de la injusticia de las leyes bajo las que se perseguía a los cristianos.

## Resumen deApologeticus
El siguiente esquema y resumen se basa en la traducción de Robert D. Sider de Apologeticus.

### Introducción y tratamiento del trato injusto a los cristianos (Capítulos 1-6)
La primera sección de la Apología se ocupa del trato injusto a los cristianos, que Tertuliano cree que proviene de la ignorancia del populacho pagano. En pocas palabras, sostiene que la gente alaba lo que conoce y odia lo que no conoce. Para Tertuliano esto se hace evidente en los casos de personas que una vez odiaron porque ignoraban aquello que odiaban, y una vez que su ignorancia desapareció, también desapareció su odio. Su odio les impide investigar más de cerca y reconocer la bondad inherente al cristianismo, por lo que permanecen ignorantes. Y hay bondad en el cristianismo, afirma Tertuliano, a pesar de que la gente permanezca ignorante de ello. Incluso cuando son denunciados y acusados, los verdaderos cristianos no tiemblan de miedo ni reniegan de su fe. Son las autoridades las que muestran un mal comportamiento cuando niegan el trato penal adecuado a los cristianos. Argumenta que si los cristianos han de ser tratados como delincuentes, no deberían ser tratados de forma diferente a los delincuentes ordinarios, que son libres de responder a las acusaciones, de repreguntar y de defenderse. En realidad, los cristianos no son libres de decir nada que limpie su nombre o garantice que el juez lleve a cabo un juicio justo. Si un individuo dice que no es cristiano, le torturan hasta que diga que lo es; si admite ser cristiano, las autoridades quieren oír que no lo es y le torturan hasta que lo niegue. Recurren a cualquier medio necesario para obligarle a negar o confesar, cualquier cosa con tal de absolverle. Si todo esto se hace a alguien simplemente por admitir ser cristiano, entonces seguramente se están burlando de las leyes romanas al basar todos los cargos en el nombre "cristiano". Antes de odiar el nombre, hay que mirar y estudiar al fundador y la escuela.
Al abordar los cargos, Tertuliano planea mostrar la hipocresía que rodea a estos cargos, demostrando que esos delitos existen también entre los fiscales paganos. Luego analiza las leyes, afirmando que es sospechoso que una ley se niegue a ser examinada en busca de errores y carezca de valor si exige obediencia sin examen. Si se descubre que una ley tiene un error y es injusta, ¿no debería ser reformada o incluso condenada? Las leyes defectuosas no tienen cabida en un sistema judicial justo y, por tanto, no deben aplicarse ni observarse. Aquí Tertuliano menciona a Nerón, y en cierta medida a Domiciano, como ejemplos de emperadores que se ensañaron contra los cristianos mediante el uso de leyes injustas, simplemente por condenar "algún magnífico bien". Luego trae a colación las buenas leyes, y se pregunta qué ha sido de ellas; aquellas que "refrenaban la extravagancia y el soborno", "protegían su modestia y sobriedad [de las mujeres]", de la "felicidad conyugal tan fomentada por una elevada vida moral que durante casi seiscientos años después de la fundación de Roma nadie demandó el divorcio". Estas tradiciones y leyes están siendo ignoradas, descuidadas y destruidas y, sin embargo, Roma elige preocuparse por los "crímenes" cometidos por los cristianos.

### Cargos basados en rumores contestados (Capítulos 7-9)
Tertuliano comienza abordando las acusaciones basadas en rumores, acusaciones que van desde asesinar y comer bebés hasta cometer actos incestuosos y adúlteros. En última instancia, argumenta, no son más que rumores, ya que nunca se han aportado pruebas. Nadie ha visto nunca a creyentes reunirse y supuestamente cometer actos impuros ni ha oído el llanto de un bebé llorando, porque las reuniones y los rituales rara vez se realizan delante de no creyentes. Todo son mentiras y rumores destinados a calumniar la fe cristiana. A continuación, Tertuliano afirma que los propios romanos son culpables de los mismos crímenes que afirma que cometen los cristianos. Personas de todas las épocas son sacrificadas a Saturno y Júpiter por todo el imperio. Las arenas se llenan con la sangre de los que luchan, y los romanos incluso consumen los animales que se comen los cuerpos ensangrentados de los muertos. Para los cristianos, el asesinato está estrictamente prohibido; no se debe matar ni derramar sangre humana, y eso incluye el asesinato del bebé en el vientre materno, pues se estaría destruyendo su alma. Tampoco se permite a los cristianos comer carne que aún tenga sangre.
De las acusaciones de incesto y adulterio, Tertuliano dice que los cristianos no son culpables de ellas, pues se abstienen de adulterar y de fornicar antes del matrimonio, con lo que se aseguran de estar a salvo del incesto. Tal comportamiento es diferente del de los romanos, que con sus actos inmorales cometen incesto. Esto ocurre simplemente por error de identidad: los hombres cometen adulterio y engendran hijos por todo el imperio, que más tarde, sin saberlo, tienen relaciones sexuales con sus propios parientes por error. En su intento de que los romanos reconozcan su participación en estos actos, Tertuliano espera demostrar que los cristianos se comportan de forma muy diferente a como se les acusa y que las acusaciones no deberían sostenerse.

### Cargos de más "crímenes manifiestos" contestados (Capítulos 10-45)
De los "crímenes más manifiestos", como Tertuliano se refiere a ellos, primero aborda las acusaciones de sacrilegio y dice que los cristianos no adoran a los dioses paganos porque los dioses no son reales, no existen y, por tanto, no tienen poder ni control sobre nada. Saturno, afirma, fue una vez un simple hombre, como demostrarán la tradición y la historia romanas. Luego refuta otras afirmaciones de que los dioses recibieron su divinidad a través de la muerte, y se pregunta qué negocio tendrían los dioses con querer ministros y ayudantes que ya están muertos. Unos seres tan impotentes ni siquiera pueden ser responsables del auge y el éxito del Imperio Romano. Además, el carácter y la naturaleza de los propios dioses dejan mucho que desear; están llenos de ira, pensamientos incestuosos, envidia y celos. ¿Por qué entonces unos seres tan imperfectos y malvados deberían ser dignos de alabanza? Su argumento es aún más sólido cuando califica a los dioses paganos de demonios, cuyo único propósito es la subversión y la destrucción de la humanidad. Ellos corrompen las almas de los hombres por medio de pasiones y lujurias y más bien procurándose con éxito "una dieta adecuada de humos y sangre ofrecida a las imágenes de sus estatuas" De esta manera llaman la atención sobre sí mismos e impiden que la gente se vuelva hacia el Dios verdadero. Pero incluso los demonios reconocen el poder de Dios, y reconocerlo debería bastar para librar a los cristianos de las acusaciones de sacrilegio. Para Tertuliano, los romanos son culpables aquí por adorar la religión equivocada, no la del único Dios verdadero. Pero si los dioses son reales, y si los cristianos son culpables de sacrilegio, ¿qué dice eso de Roma? Todos adoran a dioses diferentes y a menudo tratan a sus imágenes con menos respeto del que merecen, aprovechando cualquier oportunidad para empeñar sus estatuas y utilizarlas como fuente de ingresos. Tertuliano critica además su literatura, prácticas y ceremonias, calificándolas de absurdas y criticando las vergonzosas acciones de sus filósofos. Sócrates juraba por los perros y Diógenes y Varrón hacían comentarios poco respetuosos sobre las divinidades. En las obras de teatro se hacen constantemente chistes y burlas de los dioses. Seguramente, argumenta, las obras y las máscaras deben ser irrespetuosas con los dioses. Por tanto, son los romanos los culpables de sacrilegio e impiedad. 
Los cristianos no veneran a estos dioses falsos y muertos, ni los tratan de forma tan despreocupada. Adoran al Dios Único, el Creador del universo. A diferencia de los dioses paganos, Él es real y su propia existencia queda probada por el testimonio del alma, que grita "Dios" a pesar de su estado debilitado y caído. Sus obras y las de sus profetas se conservan desde Moisés, que fue 1000 años anterior a la guerra de Troya y es anterior tanto a Saturno como a gran parte de la tradición literaria romana antigua, hasta muchas otras figuras bíblicas clave. Tertuliano pasa a discutir brevemente la revelación de Dios a través de Cristo. Para ello, habla de la relación entre el pueblo judío y Dios; en otro tiempo gozaron de mucho favor de Dios, pero llegaron a estar "tan llenos de presuntuosa confianza en sus antepasados que se desviaron de sus enseñanzas hacia las costumbres del mundo". Cristo viene a restablecer la verdadera doctrina; Él es encarnación de la Palabra y la Razón, habiendo sido engendrado por Dios y teniendo por ello el título de Hijo de Dios. Añade, "su rayo de Dios, entonces, fue siempre predicho en el pasado descendió a cierta virgen y, formado como carne en su vientre, y nació hombre mezclado (más tarde cambiado a 'unido') con Dios". Habiendo dado una explicación de la naturaleza y divinidad de Cristo, Tertuliano pasa a los cargos de traición.  
A las acusaciones de que los cristianos no ofrecen sacrificios al César, Tertuliano dice que es prácticamente inútil hacerlo, pues no está en su mano dar al César salud, riqueza y poder. Lo que pueden ofrecerle lo hacen mediante la oración, porque sólo Dios tiene el poder absoluto y de él procede el emperador. Sólo él levanta y derriba imperios y sólo él es responsable de conceder al César poder, salud y riqueza. "Pedimos para ellos [los emperadores] una larga vida, un poder imperturbable, seguridad en el hogar, ejércitos valientes, un Senado fiel, un pueblo recto, un mundo pacífico y todo aquello por lo que reza un hombre o un César". Tertuliano afirma que, al rezar por él, los cristianos ponen efectivamente los intereses romanos en manos de Dios, además de encomendar el César a Dios. En ningún caso sus reuniones ponen en peligro al Estado, ni implican conspirar contra el emperador, el senado o el imperio. Su trato hacia el Imperio Romano exhibe el mismo respeto y buenos deseos que muestran hacia su prójimo. Cualquier otro comportamiento no sería el signo de un buen cristiano.
Tertuliano ha abordado las acusaciones y ha demostrado que las acusaciones a las que se enfrentan los cristianos se basan en mentiras y rumores y que no se han cometido tales cosas. Después de todo lo que ha demostrado, Tertuliano se maravilla de cómo los fiscales paganos siguen afirmando que ser cristiano es un crimen contra el imperio. El cristianismo en general no representa ninguna amenaza para el orden público y, por tanto, se debe permitir que sus miembros se reúnan y vivan en paz.

### Retrato de la sociedad cristiana y de la filosofía (Capítulos 39-47)
Tertuliano procede a continuación a dar una explicación de la vida y las prácticas cristianas. Describe la manera en que se reúnen para adorar y agradar a Dios; para rezar unos por otros, así como por el emperador y el imperio, para estudiar y considerar las Sagradas Escrituras, y para compartir la comida, pero no antes de ofrecer oraciones y dar gracias a Dios. Después, todos son libres de compartir una canción o algo que hayan aprendido de las Escrituras, alabando a Dios durante toda la noche. Continúa explicando la práctica del diezmo, el concepto de amarse unos a otros y de ser hermanos y hermanas, estando unidos por su forma de vida bajo las enseñanzas de Cristo. Y al formar parte de este mundo, los cristianos tienen que interactuar con él y con los demás. Compran en los mercados de carne y en las tiendas locales, van a los baños y se alojan en posadas como todo el mundo, aunque en todo lo que hacen "tienen presente que debemos gracias al Señor, nuestro Dios, que nos creó". A pesar de ello, los perseguidores y acusadores no reconocen la inocencia cuando la ven, persiguiendo y tratando injustamente a los cristianos. Los cristianos conocen la verdadera inocencia porque la han aprendido y heredado de Dios; reconocen y comprenden el castigo eterno que existe al margen de Dios y reconocen y temen a quien dicta ese real y verdadero Juicio. Tertuliano declara: "en una palabra, tememos a Dios, no al procónsul". También aborda la afirmación de que el cristianismo es más que una filosofía, trayendo a colación a los filósofos que dicen: "enseña [el cristianismo] las virtudes y profesa la moralidad, la justicia, la paciencia, la moderación y la castidad". Argumenta que si el cristianismo no es más que otro tipo de filosofía, se le debería tratar de la misma manera, concediéndole la libertad de enseñar y difundir sus creencias y prácticas, costumbres y rituales.

### Consideraciones y observaciones finales
Tertuliano concluye su apología comparando la lucha de los cristianos con la de un hombre que libra una batalla. A los cristianos no les agrada ser perseguidos y soportar pruebas, pero como soldados de Cristo también ellos deben luchar por la verdad, todo, por supuesto, por la gloria de Dios. Dirigiéndose a los magistrados, les dice: "¡Crucifíquennos, tortúrennos, condénennos, destrúyannos! Vuestra injusticia es la prueba de nuestra inocencia... Cuando somos condenados por vosotros, somos absueltos por Dios".